# Teresa Alonso Leon
Teresa Alonso Leon (Michoacán, 1975) es una política mexicano-estadounidense. Se desempeñó como representante demócrata en la Cámara de Representantes de Oregón durante tres mandatos de 2017 a 2023. Representó al distrito 22, que cubre partes del condado de Marion a lo largo de la Interestatal 5, desde Woodburn hasta el norte de Salem.

## Biografía
Alonso León nació en el estado mexicano de Michoacán y se mudó a Gervais, Oregón, a la edad de 4 años. Se graduó con una licenciatura en la Western Oregon University en 2002 y con una maestría en Administración Pública de la Universidad Estatal de Portland en 2013. Alonso León, quien se convirtió en ciudadana estadounidense en 2012, fue designado miembro del Concejo Municipal de Woodburn en 2013.
En diciembre de 2015, Alonso León anunció su candidatura para el escaño de la Cámara que dejó vacante la saliente Betty Komp. Derrotó a la republicana Patti Milne, exrepresentante estatal, en las elecciones generales con el 55% de los votos. Alonso León se convirtió en la primera latina inmigrante elegida para la legislatura de Oregón.